# Іщенко Ігор Іванович
І́гор Іва́нович І́щенко (* 19 вересня 1916 — † 18 жовтня 2000) — український науковець у галузі механіки, кандидат технічних наук. Син хірурга Івана Іщенка, чоловік співачки Лариси Руденко.

## Біографічні відомості
Народився 19 вересня 1916 року. Учасник Другої світової війни. Служив інженером в авіаційному з'єднанні. Був поранений.
Працював в Інституті механіки АН УРСР (з 1965 року — заступником директора з наукової роботи). Був членом КПРС.

Могила Ігоря Іщенка

Жив у Києві в будинку на вулиці Пушкінській № 1-3/5, квартира № 61. Помер 18 жовтня 2000 року. Похований на Байковому кладовищі (ділянка № 1).

## Премії
21 грудня 1970 року удостоєний Державної премії УРСР у галузі науки і техніки за створення і впровадження комплексу машин для програмних випробувань на втому матеріалів та конструкцій (ще із шістьма ученими).

## Праці
- Ищенко И. И., Погребняк А. Д., Синайский Б. Н. Влияние высоких температур на сопротивление усталости жаропрочных сталей и стравов. — К.: Наукова думка, 1979. — 175 с.